# Lựu đạn F1 (Nga)

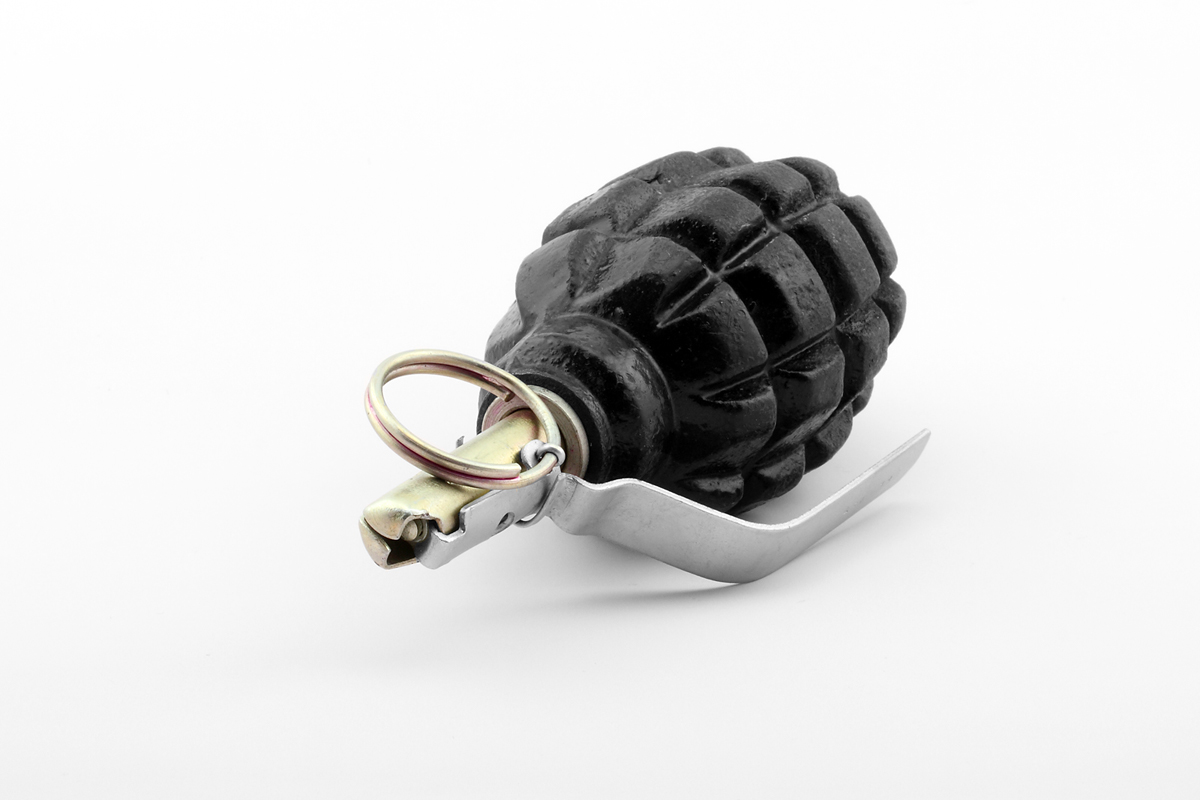
Lựu đạn F1 (Nga)

F1 hay Ф1 là một loại lựu đạn của Liên Xô cũ (nay là Liên bang Nga) sản xuất, biệt danh là Лимонка/limonka (quả chanh). Đây là một loại vũ khí phân mảnh cá nhân. Lựu đạn F1 của Nga được sản xuất dựa trên Lựu đạn F-1 (Pháp). Nó có tổng khối lượng 600 g, lượng chất nổ TNT chứa bên trong là 60 g. Ngòi nổ UZRGM được sử dụng trên F-1 cũng được lắp đặt phổ biến trên các loại lựu đạn khác của Liên Xô như RG-41, RG-42, RGO-78, RGN-86 và RGD-5. Thời gian nổ tiêu chuẩn của ngòi UZRGM là khoảng 3,5 đến 4 giây từ khi giật kíp. Tuy nhiên, các biến thể của ngòi nổ UZRGM có sẵn khả năng nổ chậm (tức không nổ tức thì), giúp dễ dàng lắp đặt các bẫy lựu đạn.
Lựu đạn F1 được giới thiệu trong Chiến tranh thế giới thứ hai và được thiết kế lại sau chiến tranh. F1 có vỏ thép khía cắt ô ở bên ngoài tạo điều kiện thuận lợi để phân mảnh khi phát nổ và để chống trơn trượt khỏi tay. Khoảng cách có thể ném lựu đạn được ước tính khoảng 30-45 mét. Bán kính phân mảnh lên đến 200 mét nhưng chỉ có hiệu quả sát thương trong tâm 30 mét. Do đó, lựu đạn được ném khi xạ thủ đã nấp sau một vật cản để tránh thiệt hại.
Lựu đạn F1 đã được Liên Xô cung cấp cho nhiều quốc gia khác nhau thuộc khối xã hội chủ nghĩa bao gồm cả Iraq và một số quốc gia Ả Rập. Có những biến thể khác nhau được sản xuất tại nhiều nước trên thế giới. Mặc dù đã lỗi thời và không còn trong sản xuất, nó vẫn có thể được bắt gặp ở một số vùng chiến sự vì F1 rất dễ chế tạo, gia công, được nhiều tổ chức li khai, khủng bố, du kích sử dụng.
Lựu đạn F1 được sử dụng rất phổ biến trong Chiến tranh Việt Nam. Nó đã được Việt Nam Dân chủ Cộng hòa, Trung Quốc, Liên Xô sản xuất hàng loạt nhằm trang bị cho du kích, Quân Giải phóng Miền Nam Việt Nam trong Chiến tranh Việt Nam. Thường thì phần lõi lựu đạn không chỉ chứa thuốc nổ mà ngoài ra còn có mảnh vỡ của kim loại, thủy tinh, sành, sứ được nhét vào nhằm tăng khả năng sát thương khi phát nổ. Nay, Quân đội Nhân dân Việt Nam ngừng sản xuất lựu đạn F1 và thay bằng các loại lựu đạn khác có độ sát thương cao hơn và an toàn hơn như RGO, RGD-5 và RGN của Liên Xô-Nga hay Q-1, KC97 của Việt Nam, vẫn còn một số lượng nhỏ lựu đạn F1 còn được sử dụng tại Việt Nam.